# 稻香 (歌曲)
《稻香》是周杰伦专辑《魔杰座》的主打歌，由周杰伦填词作曲。这首歌曲内容上的灵感很多来源于周杰倫自小的生活经验，歌曲的创作来源是有感于當時在电视上看见有关天灾的报导，加上身边不少朋友常陷在困难的负面情绪裡。在2013年周杰伦接受《南方人物周刊》访谈时，周杰伦说该歌曲是在汶川大地震与2007年—2008年環球金融危機等的背景下创作的打氣之作。

## 改编
- 网友改编歌词变为《肉香》，以讽刺食堂饭菜质量不高，透露出对学校食堂饭菜的无奈[3]。

- 由一大女生以《超阳光可爱的小美女手语版稻香》为题在网上发布的手语版《稻香》在网络走红[4]。

- 在彈幕網站嗶哩嗶哩上，也有網友製作《三國演義》中的諸葛亮（唐國強飾）與王朗（董驥飾）音MAD聲源合成的翻唱版本。[5]

- 厦门六中初中部室内合唱团无人声伴奏改编了《稻香》和《青花瓷》两首歌曲[6]，其中周杰伦本人曾与合唱团合唱《稻香》一曲[7]。

- 歌手张信哲、莫文蔚、姚中仁、张韶涵、张杰、杨宗纬，于節目声生不息上以阿卡贝拉方式合唱这首歌。